# Міхалц
Міхалц (рум. Mihalț) — село у повіті Алба в Румунії. Адміністративний центр комуни Міхалц.
Село розташоване на відстані 266 км на північний захід від Бухареста, 14 км на північний схід від Алба-Юлії, 69 км на південь від Клуж-Напоки.

## Населення
За даними перепису населення 2002 року у селі проживали 2347 осіб.
Національний склад населення села:
| Національність | Кількість осіб | Відсоток |
| -------------- | -------------- | -------- |
| румуни         | 2324           | 99,0%    |
| цигани         | 19             | 0,8%     |

Рідною мовою назвали:
| Мова      | Кількість осіб | Відсоток |
| --------- | -------------- | -------- |
| румунська | 2328           | 99,2%    |
| циганська | 14             | 0,6%     |